# Schronisko na połoninie Steryszora
Schronisko na połoninie Steryszora – nieistniejące obecnie schronisko turystyczne, położone pod szczytem Czarnej Klewy w Gorganach na wysokości ok. 1420 m n.p.m.

## Historia
Schronisko wybudowano z inicjatywy Przemyskiego Towarzystwa Narciarzy na połoninie na północnych zboczach Czarnej Klewy, zwanej także Steryszorą. Obiekt ten rozpoczął działalność już w 1935 roku, choć wykończony został ostatecznie dopiero w roku kolejnym.
Schronisko mogło pomieścić około 30 osób, przy czym liczba dostępnych noclegów miała być mniejsza – według różnych źródeł 20, 23 lub 24 (na poddaszu).
Według stanu na 1937 rok do schroniska nie prowadził żaden znakowany szlak turystyczny, a jedynie odgałęzienie nieznakowanego szlaku biegnącego pasmem granicznym z Połoniny Douhej przez Płoskę na Czarną Klewę. Przez szczyt tej ostatniej przebiegał natomiast znakowany na niebiesko czechosłowacki szlak z Jasiny na szczyt Bratkowskiej.
Obiekt został zniszczony w czasie II wojny światowej  przez wycofujące się latem 1941 roku wojska ZSRR (wcześniej budynek zajęty był przez radziecką straż graniczną).

## Forma architektoniczna
Budynek nawiązywał do prostej huculskiej chaty posedkowej (zamieszkałej całorocznie). Wzniesiono go na kamiennej podmurówce w konstrukcji zrębowej. Od frontu obiekt posiadał wsparty na podporach podcień (pidganie) nakryty półszczytowym dachem głównym. Niewielkie przyczółki zdobione były ornamentyką ludową. Budynek posiadał okna jedynie w ścianach frontowej i tylnej (czym różnił się od bliźniaczego schroniska na Pantyrze).
Na parterze znajdowały się trzy izby, w tym centralnie położona kuchnia. Dodatkowo obiekt posiadał wysokie użytkowe poddasze.